# أندرو إل. كارتر جونيور
أندرو إل. كارتر جونيور (بالإنجليزية: Andrew L. Carter, Jr.) هو قاضي ومحامي أمريكي، ولد في 1969 في ألباني في الولايات المتحدة.